# 侯王建议
侯王建议，即《关于将公办小学下放到大队来办的建议》，1968年11月提出，随后大批农村公办小学下放大队改为民办。

## 历史
1968年11月14日，《人民日报》全文刊登山东省嘉祥县马集公社马集小学教师侯振民（公社教育组长）、王庆余（公社教育组成员）的建议，并在编者按中号召就建议展开讨论。此后《人民日报》刊登了大量支持“侯王建议”的来信、文章。随后，大批农村公办小学下放大队改为民办。

## 内容
“建议所有（农村）公办小学下放到大队来办，国家不再投资或少投资小学教育经费，教师国家不再发工资，改为大队记工分”，“教师都回本大队工作”。
侯、王认为，这样做有五点好处：一、“从根本上改变了那种县文教局领导中心校，中心校领导高完小，高完小领导各小学的修正主义教育路线，使小学直接在大队党支部的领导下进行工作”。二、“有利于对知识分子的再教育”。三、落实了毛主席指示“在农村，则应由工人阶级的最可靠的同盟军——贫下中农管理学校”。四、“教师都回本大队工作，一些被清出的地、富、反、坏、右分子就可回本大队监督劳动改造。地富子女回本大队教学，也便于受到群众的监督”。五、“可以减轻国家负担”。

## 评论
有人认为：“‘侯王建议’引起了国家办学体制的调整，大批农村公办小学改为民办”。王献玲则认为，“‘侯王建议’和‘学校下放’没有直接的因果关系”，“两者之间充其量只是一种‘代言人’与被代言的关系”。